# Avenida Rebouças

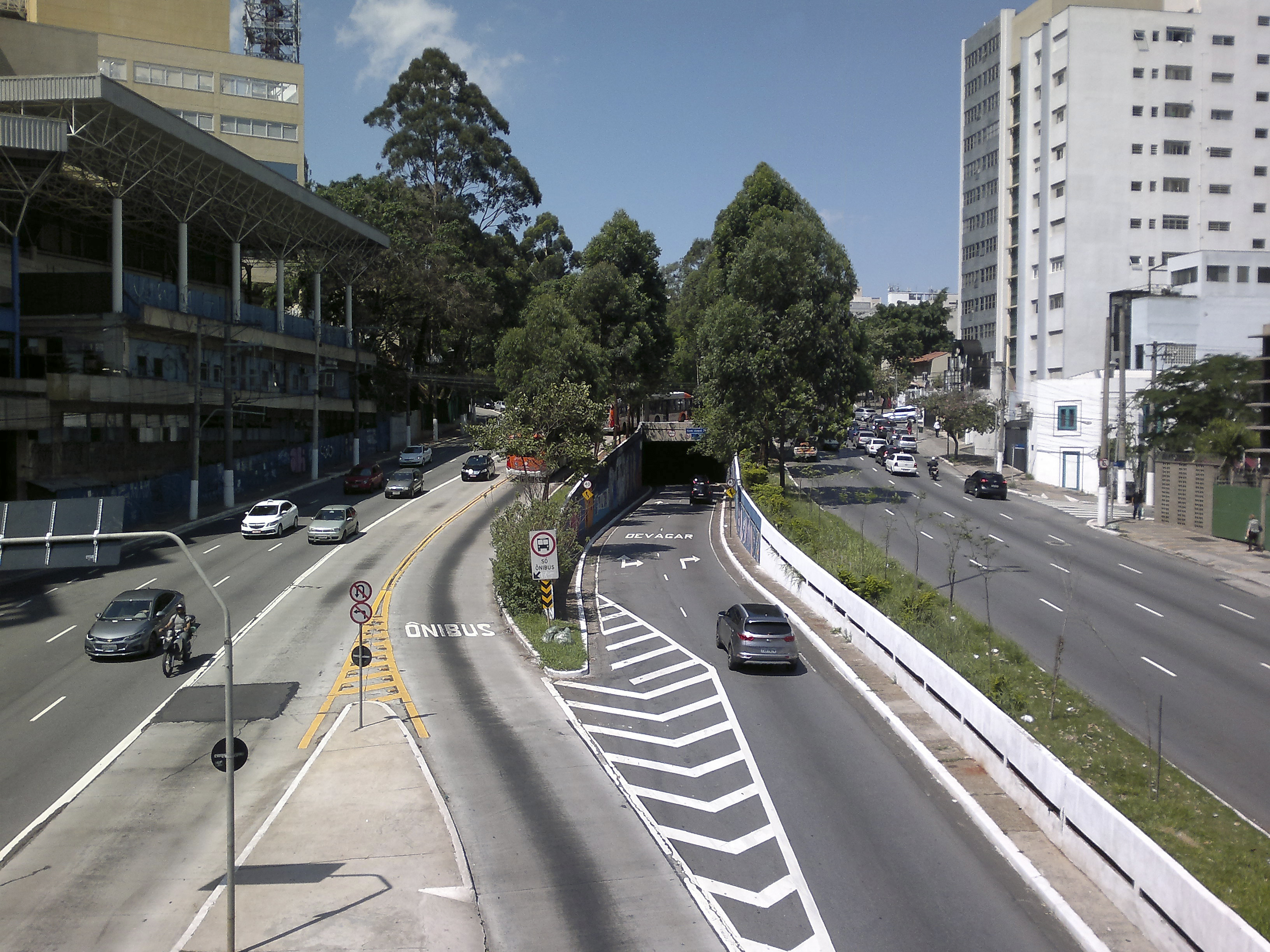
Avenida Rebouças, na altura do túnel de acesso à Avenida Doutor Arnaldo

A Avenida Rebouças é uma movimentada via pública do município de São Paulo, responsável pela ligação da Avenida Paulista com a Marginal Pinheiros e desta com o Centro, por meio da Rua da Consolação. A Avenida Rebouças caracteriza-se como um dos principais eixos rodoviários e de transporte público da cidade e é classificada como via arterial. Devido à grande importância de centro financeiro e comercial, a avenida apresenta tráfego intenso de veículos durante quase todo o dia.
A avenida é atendida pela Linha 4-Amarela do Metrô de São Paulo por meio da Estação Oscar Freire, localizada no cruzamento com a Rua Oscar Freire.

## História
Originalmente chamada Rua Doutor Rebouças, a via homenageia Antônio Rebouças, Contratado em 1873 pela Companhia Paulista de Estrada de Ferro Jundiahy a Campinas para ser o Engenheiro em Chefe do prolongamento da Estrada de Ferro até São João do Río Claro, porém vitimado por febre tifóide veio a óbito na Cidade de São Paulo em 1874. Ela foi aberta em 1916, e seu traçado remonta a trecho do antigo Caminho do Peabiru. Nos anos 1930, passou a ser uma das principais ligações listadas no "Plano de Avenidas" do então prefeito Francisco Prestes Maia.
A avenida tem seu início na Rua da Consolação, na altura do número 2 608, no Complexo Viário Rebouças, e estende-se até a Marginal Pinheiros. Seu trecho principal é duplicado e tem extensão de 3,3 quilômetros, terminando na Avenida Brigadeiro Faria Lima, no cruzamento onde se localiza o Túnel Jornalista Fernando Vieira de Mello, inaugurado em 2004. O outro trecho, menos conhecido, é uma rua de mão dupla, paralela à Avenida Eusébio Matoso, que termina na Avenida Nações Unidas (Marginal Pinheiros), em frente ao Shopping Eldorado.

## Trânsito
Em 2006, o cruzamento da avenida Rebouças com a avenida Brigadeiro Faria Lima foi classificado pelo Jornal da Tarde como "o pior endereço de São Paulo para quem anda de ônibus", devido à fila de ônibus diária no corredor exclusivo, que chegava a ser de quarenta veículos. Segundo o jornal, a situação "caótica" em setembro já se arrastava havia um ano, e, diariamente, a SPTrans tinha de mandar um grupo de fiscais ao local para tentar organizar o trânsito. Com isso, o corredor, que fora construído em 2004 para agilizar a ligação por meio de transporte público entre o centro e a zona sul, estava tendo o efeito contrário ao originalmente pensado, afastando usuários dos ônibus.
Em julho daquele ano, a Prefeitura tinha tentado implantar a "Faixa Cidadã" na avenida, dando prioridade a motos em uma das duas faixas fora do corredor de ônibus. O projeto era experimental e previa que a faixa seria colocada, com um losango verde-limão de bordas brancas pintado a cada duzentos metros, nas avenidas Rebouças e Eusébio Matoso, além de na Rua da Consolação. "Tenho convicção de que essa medida, em um dos trechos mais importantes de São Paulo, servirá de referência para que possamos, o mais breve possível, implantar o projeto nos demais corredores", disse Gilberto Kassab, prefeito da cidade à época. A Faixa Cidadã era apenas preferencial, ou seja, automóveis não seriam punidos por trafegar nela. A Companhia de Engenharia de Tráfego (CET) acreditava que a medida ajudaria a disciplinar a relação entre motoristas e motociclistas, reduzindo o número de acidentes.
Na estreia, em 24 de julho, uma segunda-feira, houve dois acidentes na faixa, incluindo o atropelamento de uma funcionária da CET que divulgava o projeto, mas a CET classificou a experiência como "um sucesso". Um motoboy ouvido pelo JT criticou a faixa, porque aos carros era permitido trafegar nela: "Se a gente ficar atrás deles, nosso serviço fica comprometido; as entregas vão atrasar sempre". Motoristas também duvidavam que a experiência fosse dar certo. Dois dias depois de aberta, a Faixa Cidadã foi chamada pelo JT de "faixa do perigo", pois nela "tudo [trafegava], menos motos", apesar da determinação da CET para que elas usassem a faixa e não trafegassem entre os carros.
Apesar da má experiência, em setembro a CET criou uma nova faixa para motocicletas na Avenida Sumaré, desta vez exclusiva para esses veículos. Segundo o presidente da CET, Roberto Scaringella, era impossível tornar a faixa da Avenida Rebouças exclusiva por causa do alto movimento e das faixas estreitas. Técnicos ouvidos pela Folha de S.Paulo classificavam a faixa "preferencial" da Rebouças como um erro: "Os motoristas simplesmente ignoraram, porque, caso ficassem na [única] faixa que lhes foi destinada, a velocidade cairia muito." Em editorial publicado dois meses após a abertura, a Folha chamou a faixa da Rebouças de "completa inutilidade".

## Topônimo
A avenida (originalmente chamada rua Doutor Rebouças) foi nomeada em homenagem ao abolicionista e engenheiro baiano André Rebouças, nascido negro e de família livre, que, juntamente com seu irmão, o também engenheiro Antônio Pereira Rebouças Filho, projetou e construiu a estrada de ferro entre Curitiba e Paranaguá.

## Cultura popular
O logradouro é uma das cartas do jogo de tabuleiro Banco Imobiliário.